# シャキッとi
シャキッとi（シャキッとアイ）は、2002年4月1日から2020年3月27日まで琉球放送（RBCiラジオ）で平日6:35 - 9:00に放送していた朝の情報番組。

## パーソナリティ
- 田久保諭・大城メロディー（月曜 - 水曜）
- 片野達朗・新城由起子（木曜・金曜）
- 与那嶺啓（知っとくラジオ月曜日・「わんぬトピック」のみ担当）

## タイムテーブル
- 7:00 - オープニング・ヘッドラインニュース・天気予報
- 7:08 - 今日の沖縄タイムスの紙面から拾い読み(休刊日はRBC報道部からのニュース)
- 7:14 - ラジオカーレポート
- 7:20 - 日本道路交通情報センターから交通情報(この時間のみ祝日はなし)
- 7:23 - スポーツニュース
- 7:27 - 出来る大人の経済の話 今日の日本経済新聞の紙面から拾い読み(休刊日は過去の記事もしくは日経電子版から拾い読み)
- 7:33 - 僕の作文・私の作文
- 7:38 - 知っとくラジオ
  - （月） - わんぬトピック
  - （火） - くゎっちー探険隊
  - （水） - 慶田城裕のちょっとお得なお金の話
  - （木） - スポーツ一直線　
  - （金） - マチムラ情報局
- 7:45 - RBCローカルニュース
- 7:50 - 日本道路交通情報センターから交通情報
- 7:54 - ラジオカーレポート
- 7:57 - 頭シャキッと 日替わりクイズコーナー
- 8:00 - 話題のアンテナ 日本全国8時です（TBSラジオ制作）
- 8:14 - 頭シャキッと クイズの回答・天気予報
- 8:20 - 日本道路交通情報センターから交通情報
- 8:24 - ニュース
- 8:29 - ここで一曲
- 8:32 - シャキメガアンケート(下記のコーナーがある場合、アンケートはお休み)
  - （第1金）- 県警情報
  - （第3金）- お魚フライデー
- 8:40 - ラジオカーレポート
- 8:50 - 日本道路交通情報センターから交通情報
- 8:54 - クレアの星占い
- 8:56 - エンディング(ジブンジカンの出演者とのクロストーク)

## 以前担当していたパーソナリティ
- 柳卓(月・火・水）（～2008年9月）
- 小山康昭（月・火・水）（2008年10月～2012年3月。2006年10月～2008年9月までは木・金も担当していた。）
- 島袋千恵美（月・火・水）（～2012年3月,、下記の休暇中を除く）
- 箕田和男（木・金）　（～2006年9月、2008年10月～2012年3月）
- 狩俣倫太郎（木・金）（2006年10月〜2008年3月）
- 金城真知子（月・火・水）　島袋千恵美が出産・育児休暇中の2007年2月下旬〜2007年9月26日まで担当
- 大城蘭（月・火）　島袋千恵美が出産・育児休暇中の2010年11月29日〜2011年9月27日まで担当。この期間の水曜は木・金担当の菊池が担当した。
- 倉持恵美（月～木）
- あったゆういち（金） （2012年4月〜2014年3月）
- 土方浄（月～木、2016年3月まで）
- 富原志乃（月～木、2016年3月まで）
- 菊地志乃（金は2016年3月まで。2012年3月までは木曜日も担当していた）
- 仲田紀久子（2018年3月まで。歌のない歌謡曲のみ担当）

## 放送時間
| 期間    | 期間    | 放送時間（日本時間）        |
| ------- | ------- | --------------------------- |
| 2002.04 | 2008.09 | 平日 06:30 - 10:00（210分） |
| 2008.09 | 2014.03 | 平日 06:30 - 09:00（150分） |
| 2014.04 | 2016.03 | 平日 07:00 - 09:00（120分） |
| 2016.04 | 2020.03 | 平日 06:35 - 09:00（145分） |